# Ferrari FXX-K
Ferrari FXX-K je závodní automobil vyvíjený a vyráběný v Maranellu v Itálii firmou Ferrari. Je nástupcem dvou závodních vozů od Ferrari: Ferrari FXX a 599XX. FXX-K byl představen v roce 2014 na okruhu Yas Marina Circuit.

## Specifikace
FXX-K má dvanáctiválcový vidlicový motor a elektromotor. Výkon dosahuje 772 kW (1036 hp). Maximální rychlost FXX-K je 349 km/h.

## Prodeje
Výroba FXX-K začala v roce 2015 a skončila v roce 2017 s celkem 40 vyrobenými kusy. 

## Marketing
Ferrari a Hublot společně vytvořili ručně vyráběné náramkové hodinky Tourbillon MP-05 „LaFerrari“ Sapphire. Předloha byla Ferrari FXX-K.

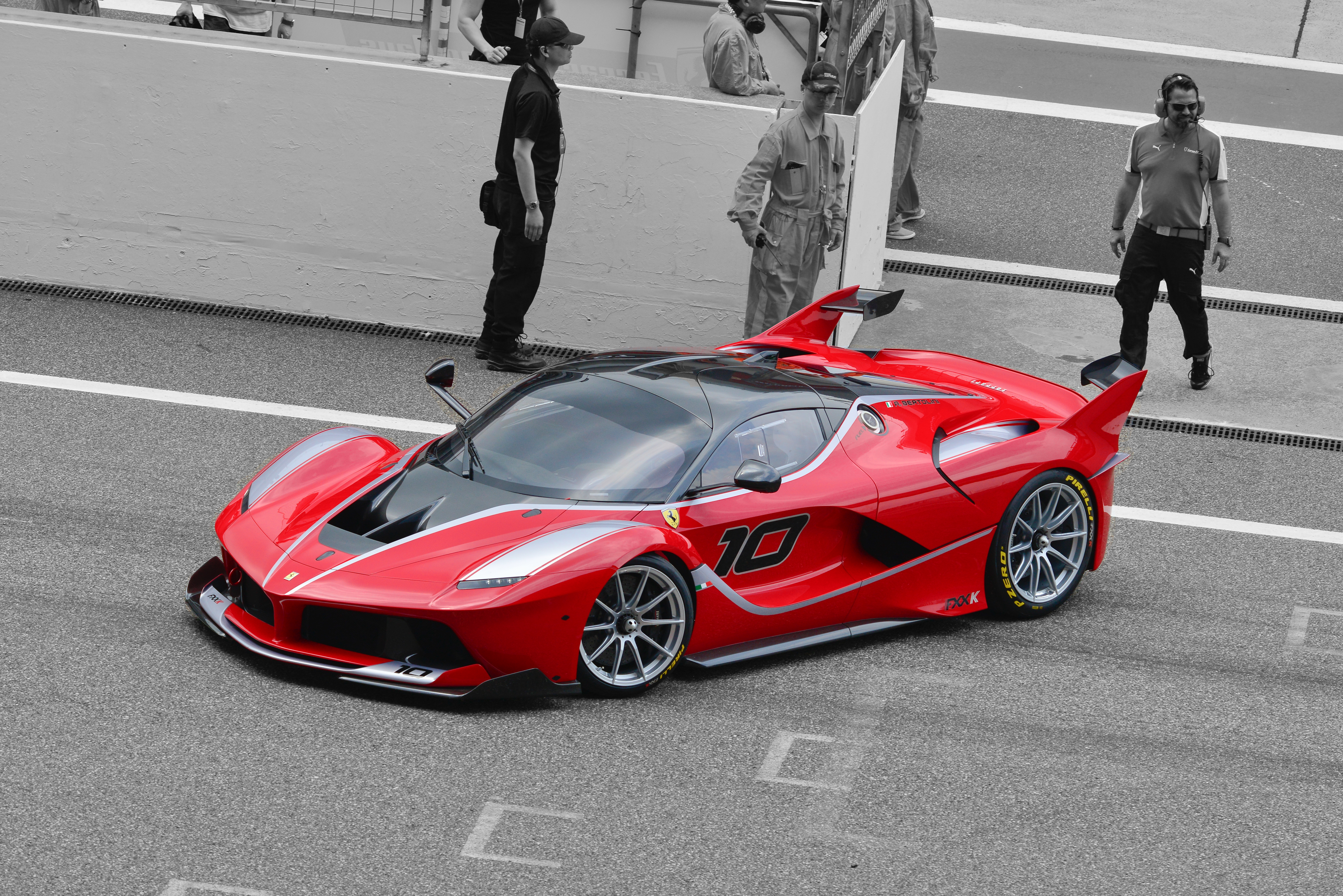
Ferrari FXX-K Prototype

## Ferrari FXX-K Evo
FXX-K Evo byl uveden na Ferrari Finali Mondiali v roce 2017 dne 28. října 2017 u Stazione Leopolda ve Florencii, když Ferrari oslavilo 70. výročí firmy. FXX-K Evo je speciální edice FXX-K.  FXX-K Evo má kompletně přepracované přední i zadní partie, za jejichž podobou stojí více než rok práce se simulacemi ve virtuální realitě i fyzická měření v aerodynamickém tunelu. Právě díky nim má model FXX-K Evo nově tvarovanou příď a velké přítlačné křídlo, které doplňuje nepřehlédnutelná ploutev v podélné ose vozu. Model Evo má o 23% vyšší přítlak. Pohání jej atmosférický 6,3 litrový vidlicový dvanáctiválec o výkonu 848 koní, který je spojený s elektromotorem o dalších 188 koních. Celkový výkon dosahuje ohromujících 1036 koňských sil.